# Massaker von Vitoria

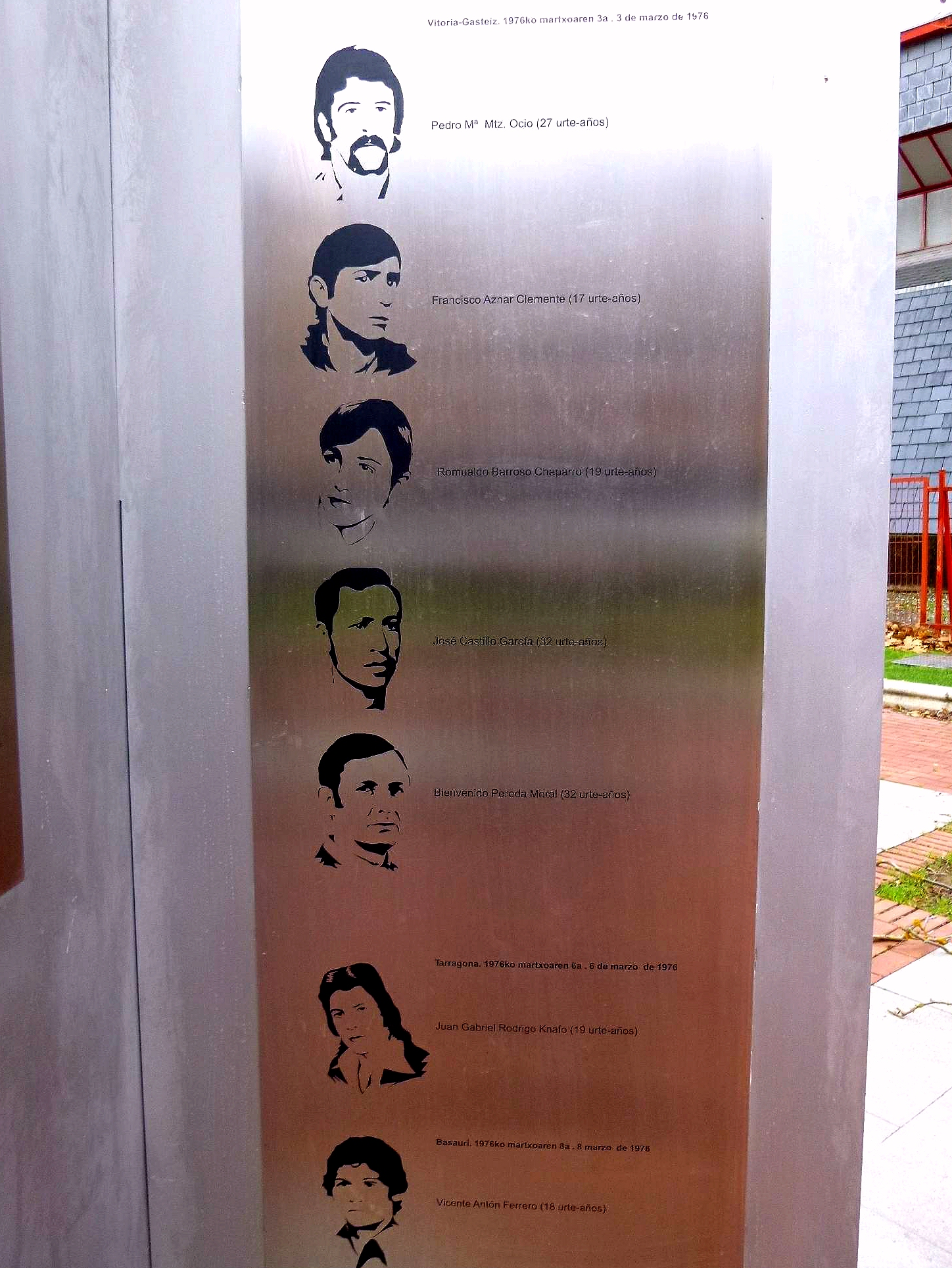
Denkmal für die Opfer an der Plaza Tres de Marzo in Vitoria

Das Massaker von Vitoria, in Spanien bekannt als sucesos de Vitoria und als matanza del 3 de marzo, fand am 3. März 1976 statt. Durch Polizeigewalt kamen bei diesem Ereignis in der baskischen Stadt Vitoria fünf Männer ums Leben.

## Ablauf

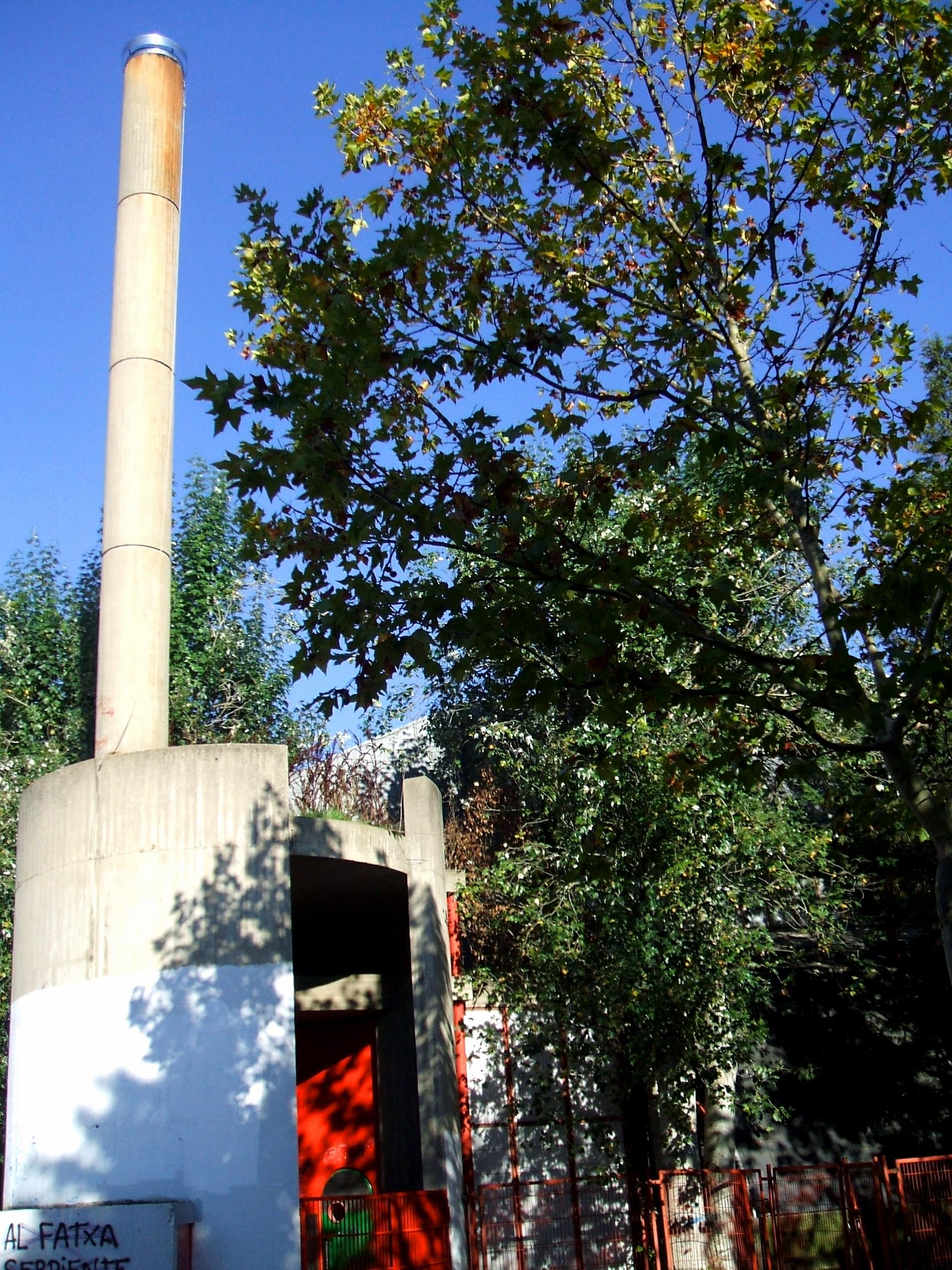
Kirche San Francisco de Asís in Vitoria

Spanien befand sich in der Phase des Übergangs zur Demokratie nach dem Tod des Diktators Francisco Franco. Im Baskenland war eine politische Sammlungsbewegung entstanden, von der die Regierung befürchtete, dass sie auf andere Regionen übergreifen würde. Ab Januar 1976, zwei Monate nach dem Tod von Franco, kam es in Spanien zu einer Serie von Streiks. Sie zielten auf eine Verbesserung der Arbeitsbedingungen und richteten sich gegen eine Verordnung zu Lohn-Obergrenzen. Im Februar wurde für den 3. März zum dritten Generalstreik in Vitoria ausgerufen. Dem Aufruf wurde weitgehend gefolgt. Ab dem frühen Morgen legten 18.000 Streikende die Stadt praktisch lahm. Schon in den Morgenstunden kam es zu gewaltsamen Auseinandersetzungen zwischen Streikenden und der Polizei. In einigen Stadtvierteln trieb die Polizei Streikende mit scharfen Schüssen auseinander.
Am Abend versammelten sich einige tausend Menschen in der Kirche San Francisco de Asís im Arbeiterviertel von Vitoria. Draußen standen eine weitere Menschenmenge und eine Hundertschaft Polizei. Die Polizei warf Tränengasgranaten in die Kirche. Als die Menschen durch den einzigen Ausgang fliehen wollten, schossen Polizisten auf die Fliehenden.
Die fünf Todesopfer waren:
- Pedro María Martínez Ocio, 27 Jahre alt, Arbeiter; er starb am Ort des Geschehens.[4]
- Francisco Aznar Clemente, 17 Jahre alt, Schüler und Angestellter einer Bäckerei, starb am Ort des Geschehens.[5]
- Romualdo Barroso Chaparro, 19 Jahre alt, starb kurz danach an seinen schweren Verletzungen.[6]
- José Castillo García, 32 Jahre alt, Arbeiter, Familienvater, starb 4 Tage später an seinen Verletzungen.[7]
- Bienvenido Pereda Moral, Arbeiter, Familienvater, starb am folgenden 5. April im Alter von 32 Jahren an seinen Verletzungen, wenige Tage nach seinem Geburtstag.[8]

150 Personen wurden verletzt. Aus abgehörten Gesprächen im Polizeifunk geht hervor, dass Polizisten die Gewalttaten mit Absicht verübten, dass sie sich bewusst waren, ein Massaker veranstaltet zu haben, und teilweise stolz darauf waren:

«Ya hemos disparado más de dos mil tiros. ¿Cómo está por ahí el asunto? Te puedes figurar, después de tirar más de mil tiros y romper la iglesia de San Francisco. Te puedes imaginar cómo está la calle y cómo está todo. ¡Muchas gracias, eh! ¡Buen servicio! Dile a Salinas, que hemos contribuido a la paliza más grande de la historia.»

„Wir haben schon mehr als zweitausend Schuss abgefeuert. Wie läuft es bei euch? Du kannst es dir denken, nachdem mehr als tausend Schüsse abgefeuert sind und die Kirche San Francisco aufgebrochen ist. Du kannst dir denken, wie es auf der Straße und überall aussieht. Vielen Dank, eh! Gute Arbeit! Sag Salinas, dass wir zur größten Tracht Prügel der Geschichte beigetragen haben.“

Es handelt sich um eines der tragischsten Ereignisse der spanischen Transition. Strafrechtlich wurde nie jemand zur Verantwortung gezogen. Das Urteil eines Militärgericht lautete, dass die Polizei in legitimer Selbstverteidigung auf die Aggression der Arbeiter reagiert habe. Zur Zeit des Ereignisses befand sich der verantwortliche Innenminister, Manuel Fraga Iribarne, in Deutschland. Er wurde vertreten durch den Ministro Secretario General del Movimiento Adolfo Suárez González. Die Entlassungen von Regierungspräsident Carlos Arias Navarro und von Manuel Fraga Iribarne vier Monate nach dem Ereignis werden jedoch als politische Konsequenz angesehen.

## Folgen

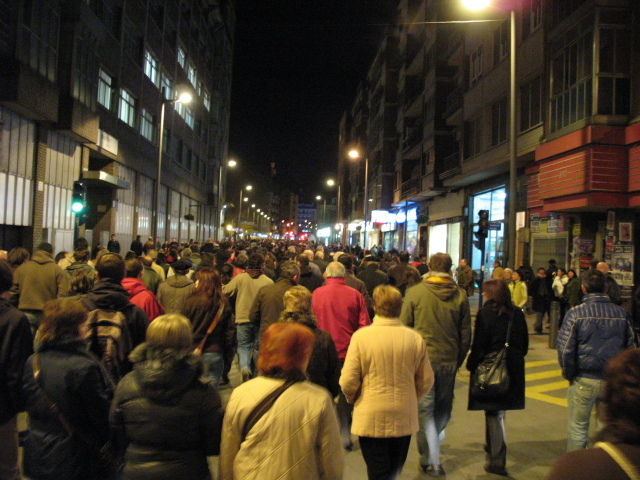
Demonstration in Vitoria-Gasteiz zum Gedenken, 2009

Nach den Ereignissen in und vor der Kirche kam es am Abend in der ganzen Stadt zu gewaltsamen Auseinandersetzungen. Der letzte Schwerverletzte des Abends war der Polizeiinspektor Antonio Losada, der schwere Verbrennungen durch einen Molotowcocktail erlitt.
Am folgenden Tag sagte Willy Brandt, damals Parteivorsitzender der SPD, ein geplantes Treffen mit Manuel Fraga ab. Am folgenden Sonntag besuchte Manuel Fraga Verwundete und Angehörige der Toten, gemeinsam mit Rodolfo Martín Villa, dem Minister für Gewerkschafts-Angelegenheiten. Die beiden wurden von Betroffenen mit offener Ablehnung empfangen.
Obwohl damals Demonstrationen und Streiks verboten waren, riefen die ebenfalls illegalen Gewerkschaften in ganz Spanien zu Streiks auf. Besonders ausgeprägt waren sie im Industriegürtel von Madrid und im Baskenland. Bei den Auseinandersetzungen gab es zwei weitere Todesopfer: Vicente Antón Ferrero in Basauri und Juan Gabriel Rodrigo Knafo in Tarragona.
2008 machte eine Kommission des baskischen Parlaments Manuel Fraga Iribarne, Rodolfo Martín Villa und den Ministro de la Presidencia Alfonso Osorio für die tragischen Ereignisse verantwortlich.
2010 eröffnete die argentinische Bundesrichterin María Servini de Cubría einen Strafprozess „wegen Verbrechen des Völkermordes und/oder gegen die Menschlichkeit, die in Spanien durch die franquistische Diktatur vom 17. Juli 1936 bis zum 15. Juni 1977 begangen wurden.“ Im Oktober 2014 erließ sie im Rahmen dieses Verfahrens einen internationalen Haftbefehl gegen Rodolfo Martín Villa, dem Mitverantwortung für das Massaker von Vitoria vorgeworfen wurde. Die spanische Regierung lehnte im März 2015 die Auslieferung von Martín Villa und 21 anderen spanischen Beschuldigten ab. Der Haftbefehl wurde im März 2018 zurückgezogen. Im September 2020 sagte Martín Villa in einer Videokonferenz vor der Richterin aus. Die argentinische Richterin legte auch Alfonso Osorio eine Mitverantwortung zur Last.
Am 3. März 2012 gedachte die baskische Regierung erstmals der Opfer des Ereignisses. Die baskische Justizministerin Idoia Mendia legte in Begleitung der Generalsekretäre der Gewerkschaften UGT und CC. OO. Blumen zu Ehren der Toten nieder.

## Rezeption

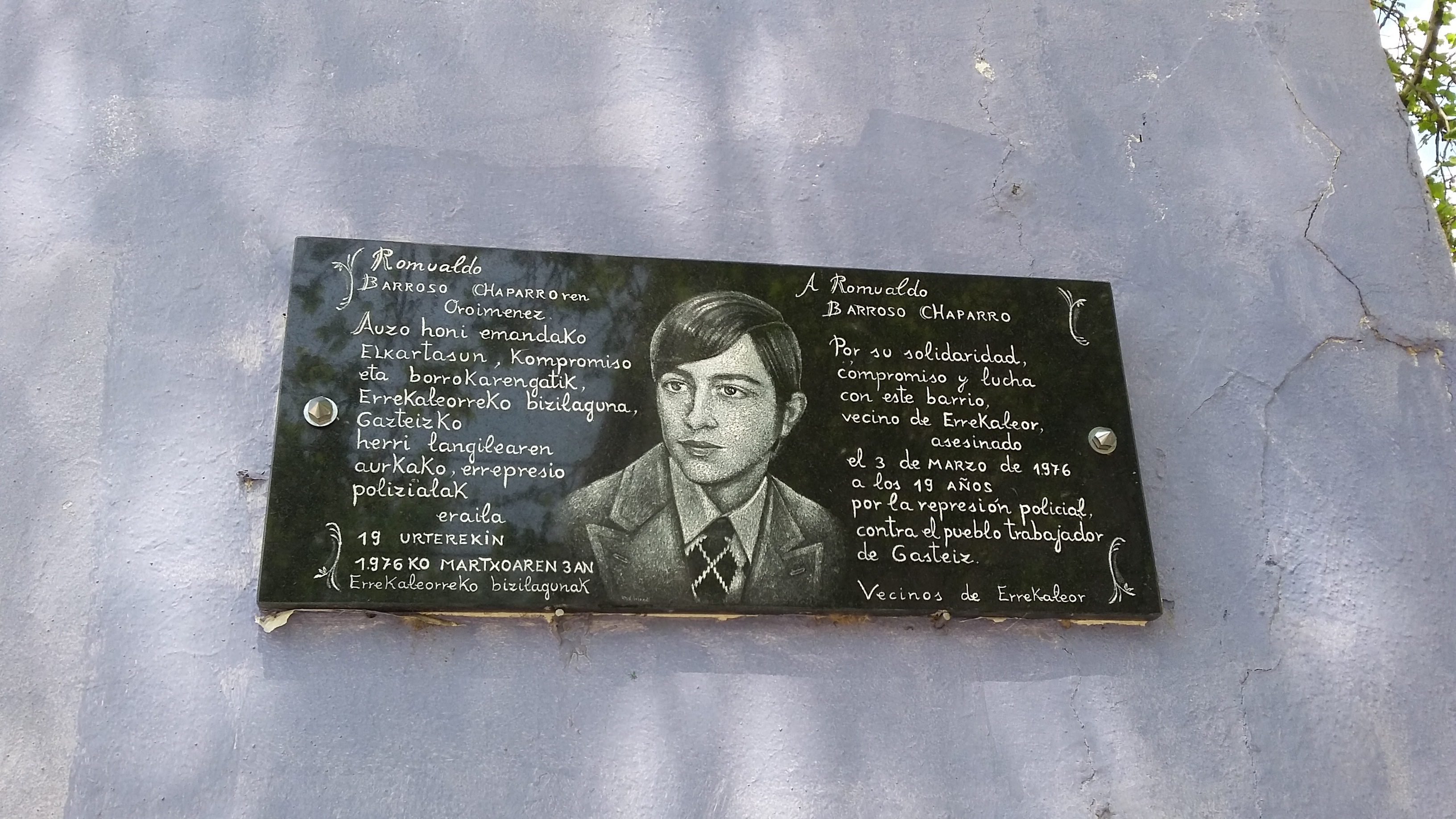
Ehrentafel für Romualdo Barroso in seinem Wohnviertel Errekaleor von Vitoria

Mehrere Lieder und ein Film setzen sich mit dem Geschehen auseinander:
- Der Liedermacher Lluís Llach schrieb das Lied Campanades a morts als Hommage an die Opfer.[21]
- Die baskische Gruppe Betagarri schuf das Lied 1976 martxoak 3.[22]
- Die baskische Band Zarama komponierte 1983 das Lied Gasteizko gaua.[Anm 5][23]
- Die Band Soziedad Alkoholika komponierte 2017 No Olvidamos, 3 de Marzo.[24]
- 2019 erschien der Film Vitoria, 3 de marzo.[25]

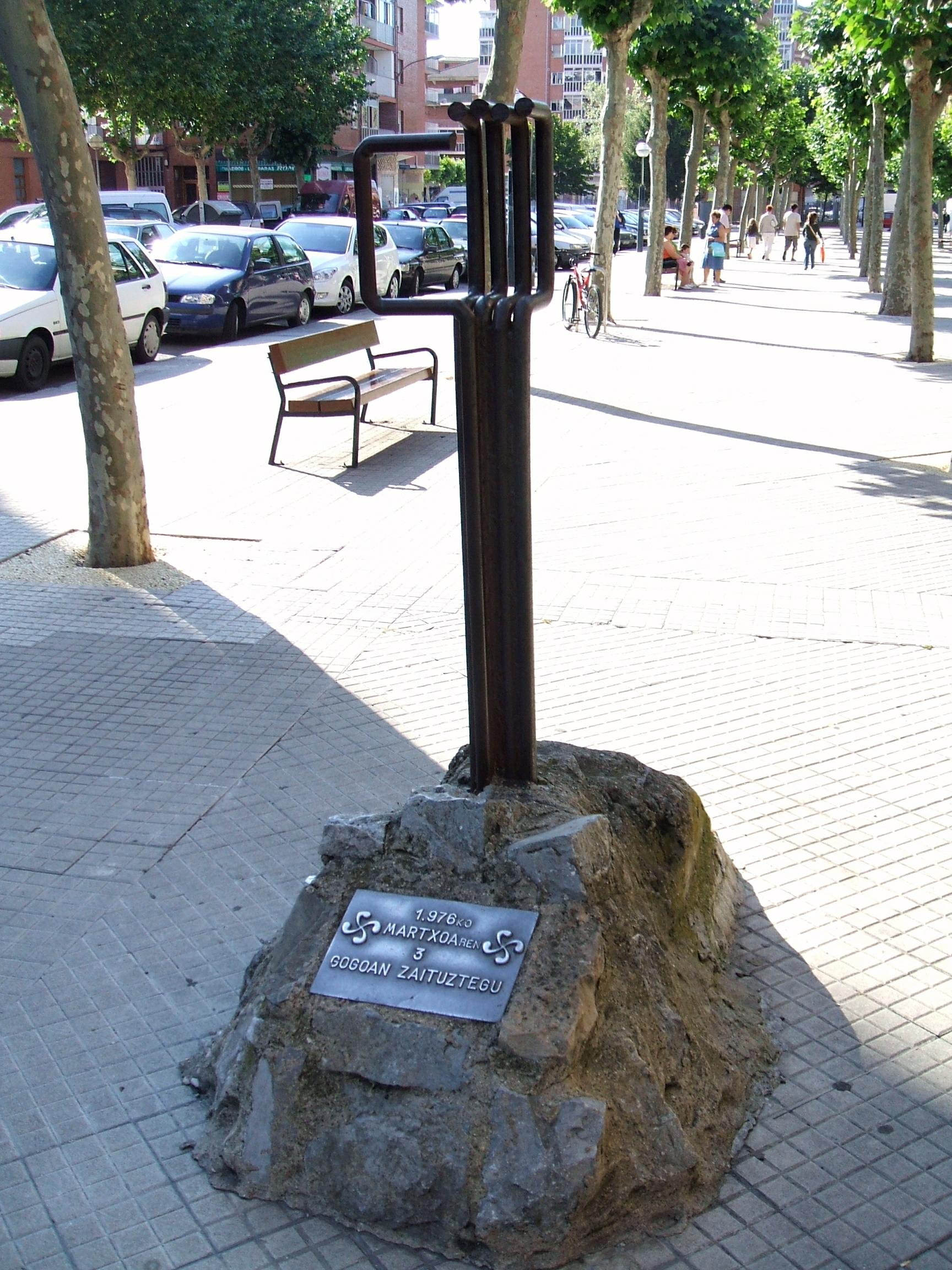
Denkmal in der Calle Vicente Manterola, vor der Kirche San Francisco de Asís
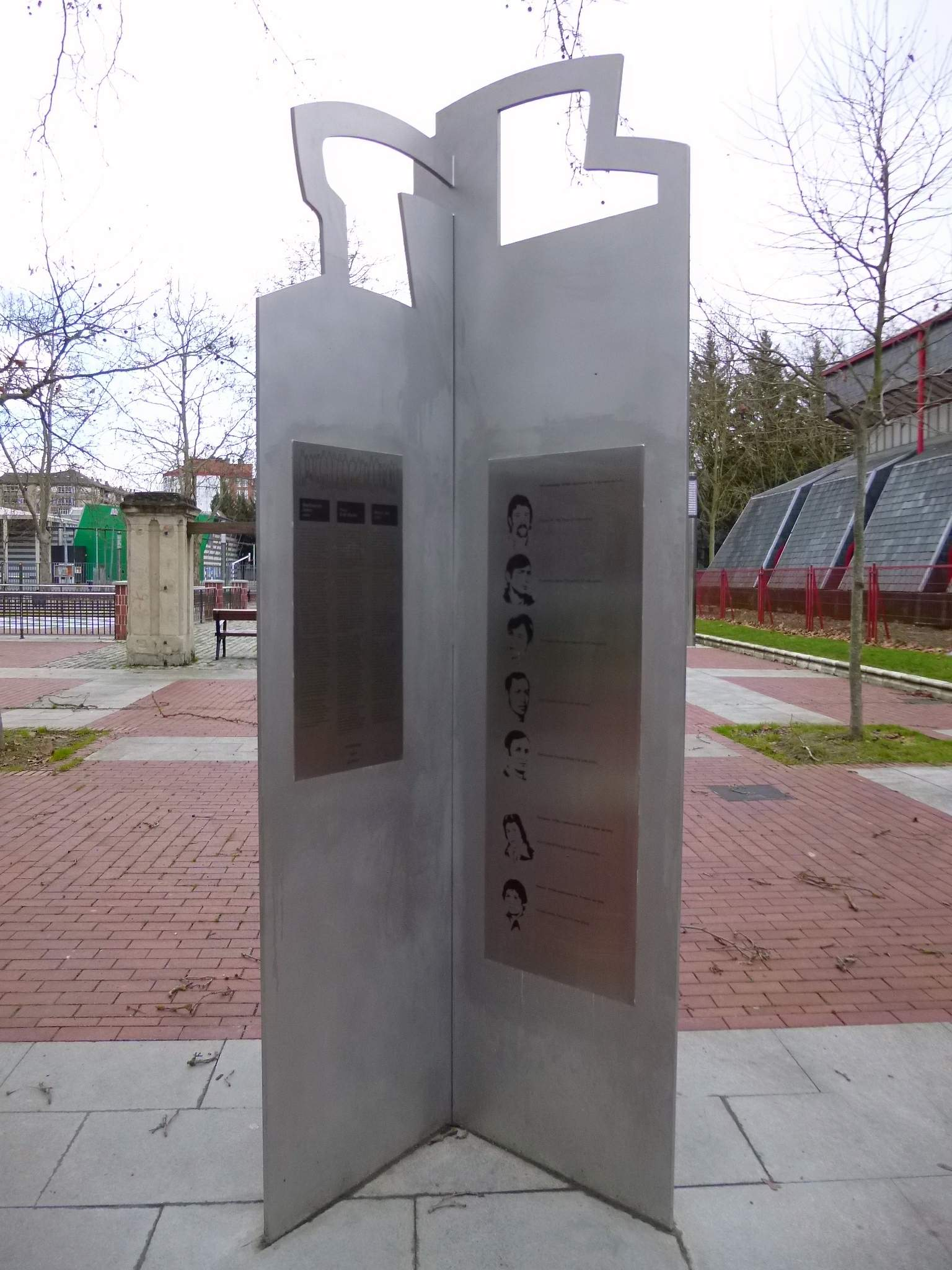
Denkmal an der Plaza Tres de Marzo, vor der Kirche San Francisco de Asís
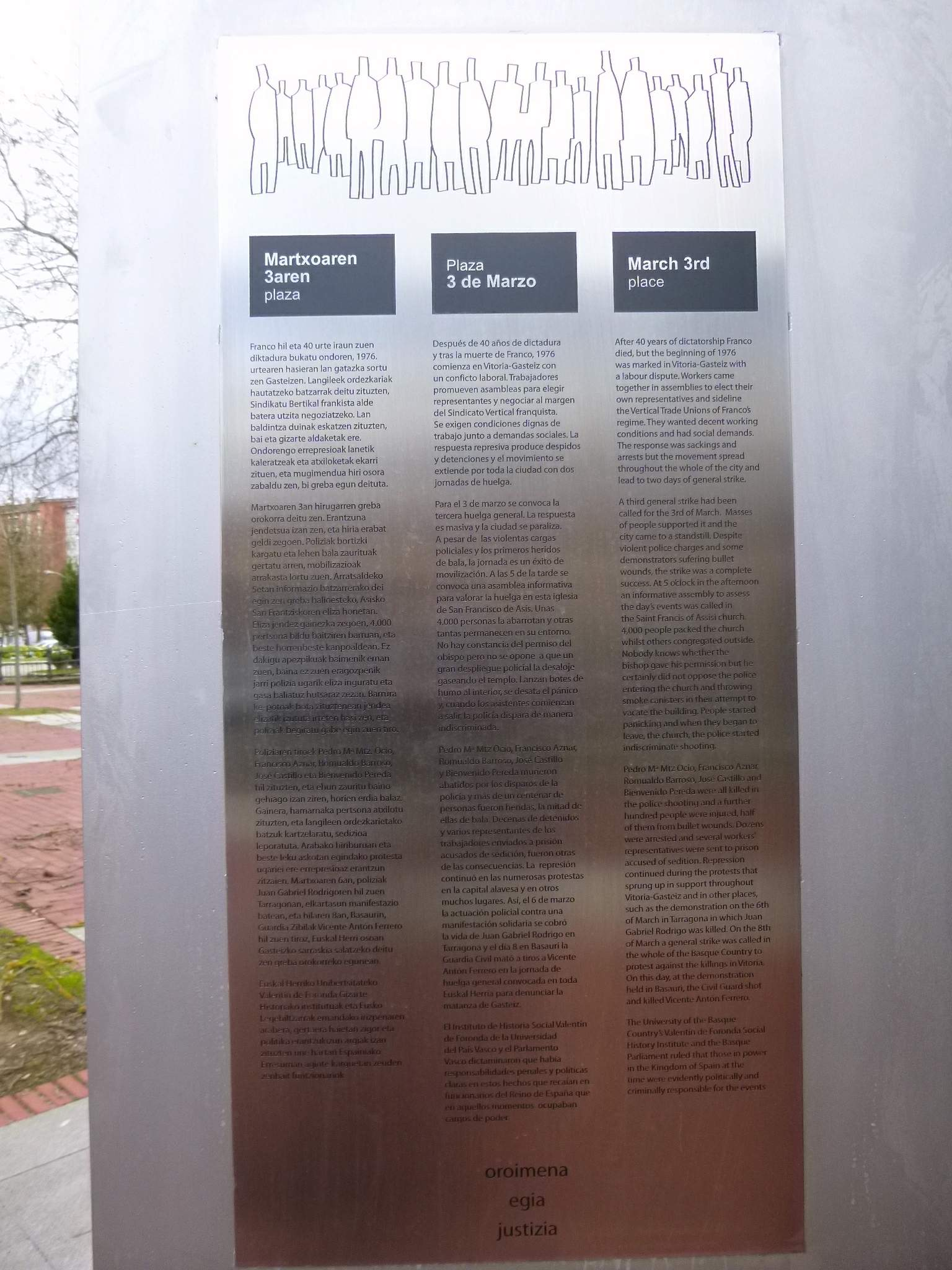
Denkmal an der Plaza Tres de Marzo, zweite Ansicht
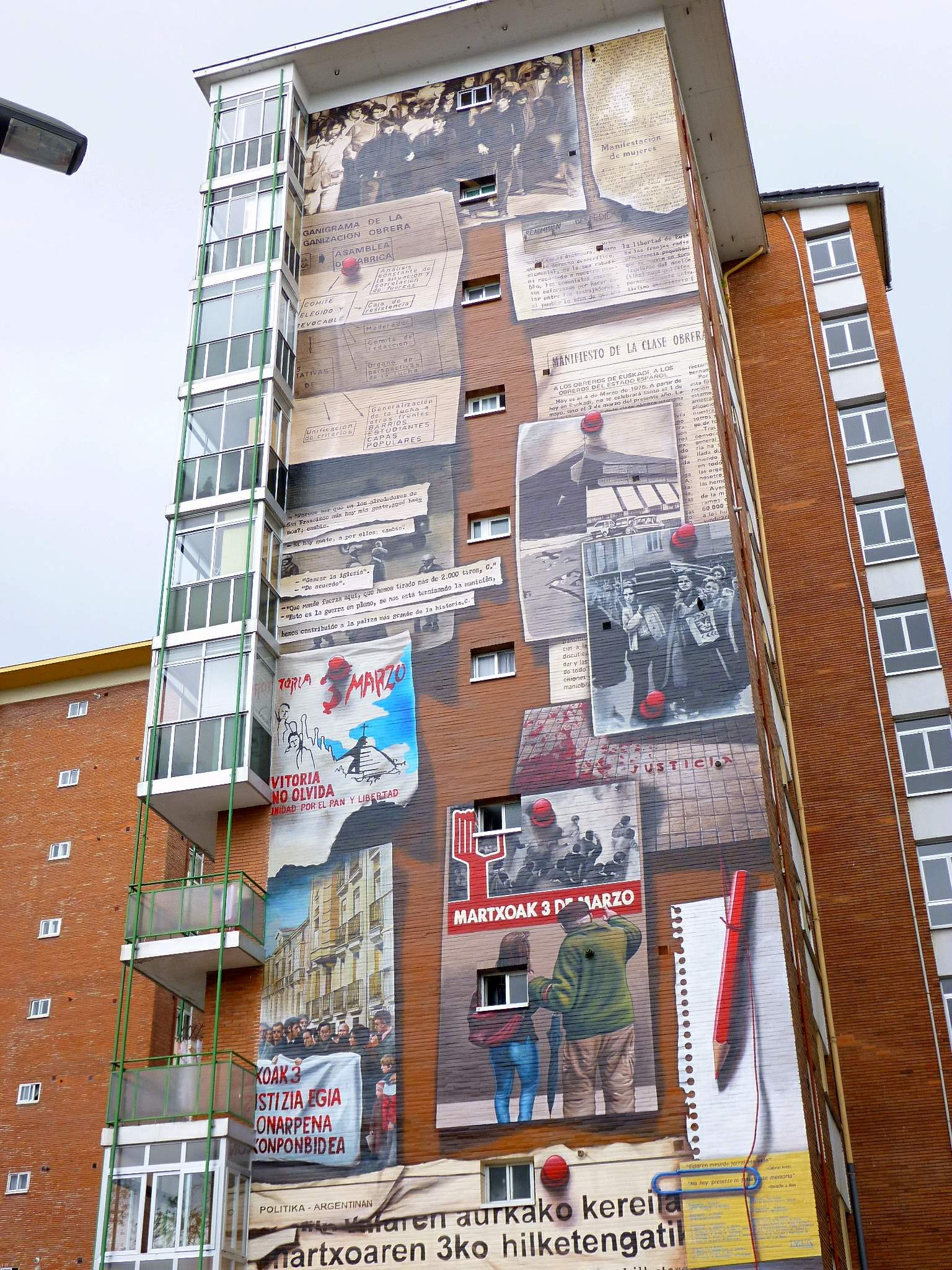
Wandgemälde an einem Wohnhaus an der Plaza Tres de Marzo